# Estigmene pembertoni
Estigmene pembertoni är en fjärilsart som beskrevs av Rothschild 1910. Estigmene pembertoni ingår i släktet Estigmene och familjen björnspinnare. Inga underarter finns listade i Catalogue of Life.